# برمن (ایالت)
برِمن (به آلمانی: Freie Hansestadt Bremen) یکی از شانزده ایالت آلمان، متشکل از تنها دو شهر برمن و برمرهافن است.
شهر برمن مرکز و شهر بزرگ‌تر ایالت برمن است. شهر برمرهافن در ۶۰ کیلومتری شمال شهر برمن واقع است.
شهر برمن دومین شهر بزرگ شمال آلمان بعد از هامبورگ می‌باشد.
شهر برمن در دو سمت رودخانهٔ وزر در حدود ۷۰ کیلومتری دهانه آن به دریای شمال واقع است.